# Črešnova
Črešnova (Duits: Tschreschnowa) is een plaats in Slovenië en maakt deel uit van de gemeente Zreče in de NUTS-3-regio Savinjska. De plaats telde 79 inwoners op 1 januari 2020.